# Марњо
Марњо (итал. Margno) је насеље у Италији у округу Леко, региону Ломбардија.
Према процени из 2011. у насељу је живело 365 становника. Насеље се налази на надморској висини од 738 м.

## Становништво
Према резултатима пописа становништва 2011. у општини је живело 375 становника.
| 1936. | 1951. | 1961. | 1971. | 1981. | 1991. | 2001. | 2011. |
| ----- | ----- | ----- | ----- | ----- | ----- | ----- | ----- |
| 330   | 317   | 304   | 322   | 362   | 354   | 367   | 375   |